# Bert Schneider (pugile)
Julius Gustav Albert Schneider, detto Bert (Cleveland, 1º luglio 1897 – 20 febbraio 1986), è stato un pugile canadese.
Ha vinto la medaglia d'oro olimpica nel pugilato alle Olimpiadi di Anversa 1920, nella categoria pesi welter sconfiggendo in finale il britannico Alex Ireland.